# Sant Feliu de Boada
Sant Feliu de Boada es una entidad de población española del municipio de Palau Sator, perteneciente a la provincia de Gerona, en la comunidad autónoma de Cataluña.

## Toponimia
El nombre del lugar puede encontrarse mencionado con las grafías San Feliu de Boada y Sant Feliu de Boada.

## Historia
A mediados del siglo XIX, el lugar, ya por entonces perteneciente a Palau Sator, tenía contabilizada una población de 227 habitantes. Aparece descrito en el cuarto volumen del Diccionario geográfico-estadístico-histórico de España y sus posesiones de Ultramar de Pascual Madoz de la siguiente manera:

BOADA (San Feliu de): l. en la prov. y dióc. de Gerona (4 leg.), part. jud. de La Bisbal (1), aud. terr. y c. g. de Barcelona (14), ayunt. de Palau Sator (1/4): sit. en una llanura cerca de un pequeño collado combatido principalmente de los vientos del N. y S., con clima sano, y se padecen por lo comun fiebres intermitentes. Tiene 45 casas, una igl. parr. (San Félix), servida por un cura de ingreso y una fuente de buenas aguas para el surtido y uso comun del vecindario. Confina N. San Julian de Boada (1/4 leg.); E. Pals (1/3); S. Torrente (1/2), y por O. Peratallada (1/2). El terreno es árido y de secano y la parte montuosa que contiene, es solo un collado, que nombran Montaña Seca. Los caminos son locales y se hallan en buen estado. El correo se recibe de la estafeta de La Bisbal. prod. trigo mezclado, cebada y avena; cria poco ganado lanar, y caza de conejos y perdices. pobl. 49 vec. de catastro, 227 alm. cap. prod. 2.460,000. imp. 61,500.
(Madoz, 1846, p. 361)

En 2023 la entidad singular de población de Sant Feliu de Boada tenía empadronados 125 habitantes.